# Nicușor Dan
Nicușor Daniel Dan, född 20 december 1969 i Făgăraș i Brașovs län, är en rumänsk matematiker, aktivist och politiker. Han är Rumäniens president sedan 26 maj 2025. 
Dan är politiskt oberoende och blev år 2020 vald till borgmästare i Bukarest, ett ämbete han innehade fram till 2025. I maj 2025 valdes han till president efter att ha besegrat George Simion i presidentvalets andra omgång. Dans politiska profil präglas av en reform- och EU-vänlig linje.

## Biografi
Nicușor Dan växte upp i staden Făgăraș i Transsylvanien. Redan under skoltiden utmärkte han sig i matematik. Som tonåring deltog han i International Mathematical Olympiad två år i rad och vann guldmedalj både 1987 och 1988, båda gångerna med full poäng. Efter gymnasiet studerade Dan matematik vid Bukarests universitet. I mitten av 1990-talet flyttade han till Frankrike för vidare studier och avlade en masterexamen vid École Normale Supérieure i Paris samt en doktorsexamen i matematik vid Université Paris-Sorbonne.
Efter att ha återvänt till Rumänien i början av 2000-talet blev Dan en framträdande samhällsaktivist i huvudstaden. Han grundade år 2008 den ideella organisationen Salvați Bucureștiul (”Rädda Bukarest”), med syftet att stoppa oreglerade fastighetsprojekt och bevara Bukarests arkitektoniska arv. Dans civila engagemang gav honom en plattform som ledde vidare in i politiken. År 2016 var han med och bildade det reformistiska partiet Unionen Rädda Rumänien (USR), som profilerade sig mot korruption och det etablerade politiska etablissemanget. Samma år valdes han in i Rumäniens deputeradekammare för USR och tjänstgjorde som ledamot 2016-2020. Dan lämnade dock partiledarposten och partiet 2017 efter interna meningsskiljaktigheter, men behöll sin parlamentsplats som partilös ledamot.

### Borgmästare i Bukarest

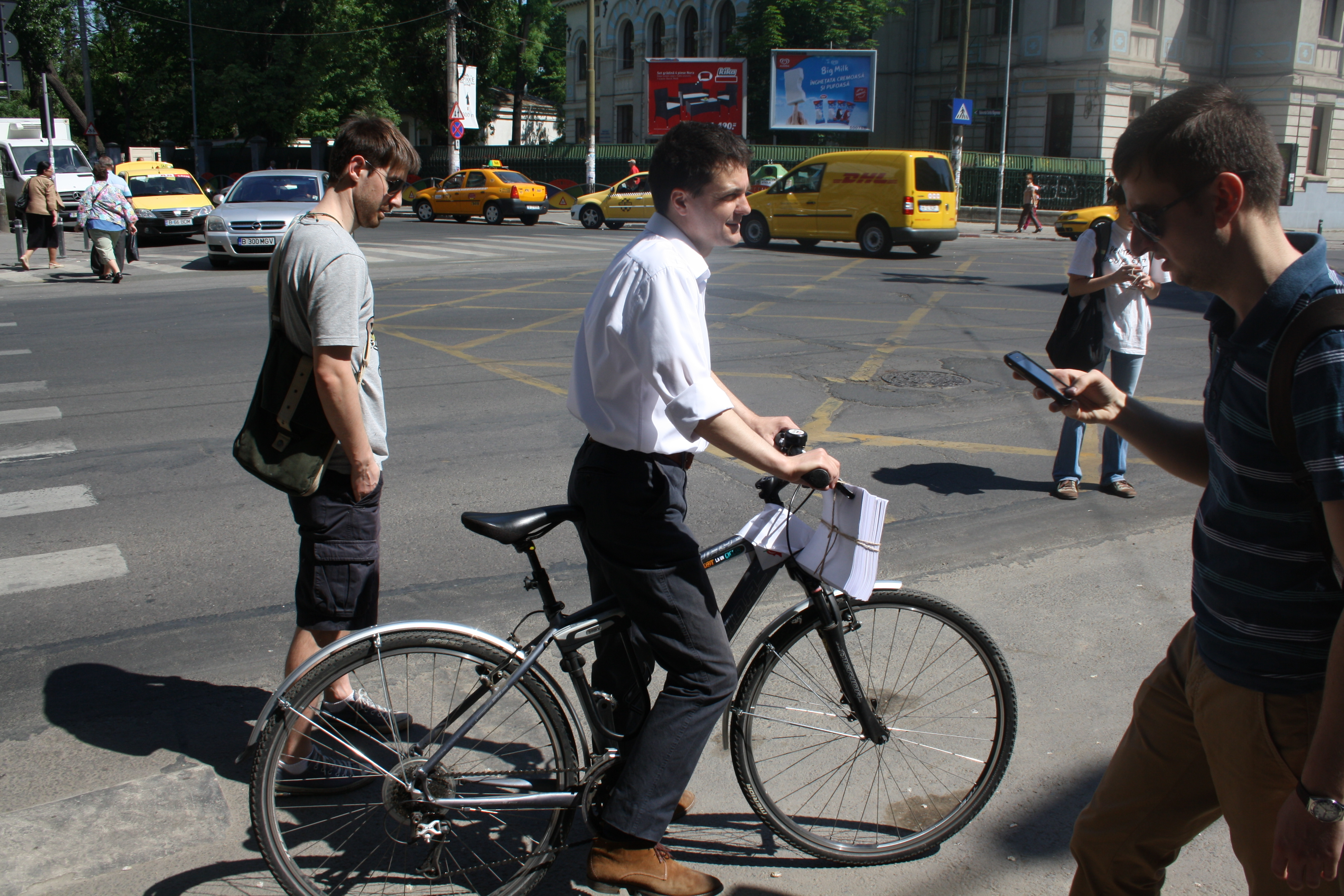
Dan på cykel under sin valkampanj för att bli borgmästare i Bukarest 2012

Dan ställde först upp som oberoende kandidat i Bukarests borgmästarval 2012 och igen 2016, då han erhöll över en tredjedel av rösterna men inte nådde ända fram. Inför lokalvalet 2020 bildade oppositionella center-höger-partier (bland dem USR och Nationalliberala partiet) en allians bakom Dan som oberoende kandidat. Dan lovade omfattande investeringar i stadens eftersatta allmännyttiga system, bland annat att modernisera det nedslitna fjärrvärmenätet och förbättra kollektivtrafiken. I lokalvalet i september 2020 besegrade han sittande borgmästaren Gabriela Firea och tillträdde därefter som Bukarests generalborgmästare.
Under sin tid som borgmästare fokuserade Nicușor Dan på att bekämpa korruption, förbättra stadens ekonomi och modernisera infrastrukturen. Han inledde omfattande renoveringar av det nedgångna fjärrvärmesystemet, investerade i ny kollektivtrafik med elbussar och spårvagnar, samt införde större öppenhet i beslutsprocesser. Trots vissa framsteg mötte han kritik för kvarstående problem med värmeavbrott och trafikkaos. Han blev omvald för en andra borgmästarperiod i juni 2024 med 46,9 % av rösterna, men kom att lämna posten i förtid i samband med sin satsning på presidentposten.

### Presidentvalskampanjen 2024-2025

Dan och George Simion under deras enda TV-sända debatt, den 8 maj 2025

Nicușor Dan ställde upp som oberoende kandidat i Rumäniens presidentval hösten 2024, med en kampanj präglad av starkt fokus på antikorruption, rättsstat och europeisk integration. Han ställdes främst mot George Simion, ledare för det nationalistiska och EU-skeptiska partiet Alliansen för rumänsk enhet (AUR). Valrörelsen blev kraftigt polariserad och kantades av oro över rysk desinformation och manipulation via sociala medier.
I den första valomgången i december 2024 skedde stora oegentligheter, och resultatet, där den högerpopulistiska kandidaten Calin Georgescu oväntat fick flest röster, ogiltigförklarades av Konstitutionella domstolen efter anklagelser om valfusk och påverkan utifrån. Ett nytt val utlystes till våren 2025.
Dan kom på andra plats i den första valomgången den 4 maj med 20,99 % av rösterna, jämfört med George Simions 40,97 %. Den andra valomgången hölls den 18 maj 2025, där Dan och Simion ställdes mot varandra i ett avgörande omval. Valdeltagandet blev högre i den andra omgången än i den första. Nicușor Dan vann med 53,6 % av rösterna, mot Simions 46,4 %.